# Jean-Martin Charcot

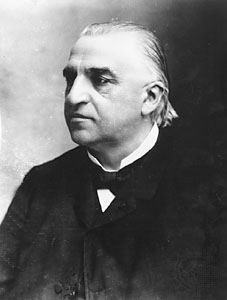
Jean-Martin Charcot na fotografii od Nadara z roku 1890

Jean-Martin Charcot [ʒaːɲ martaːɲ ʃarkɔt]IPA (někdy se mezi jmény neuvádí pomlčka; 29. listopadu 1825, Paříž, Francie – 16. srpna 1893, Montsauche-les-Settons, Francie) byl francouzský lékař, jedna z předních postav neurologie a psychiatrie. Bývá označován jako „otec francouzské neurologie“.
Jeho syn Jean-Baptiste Charcot po něm pojmenoval ostrov u pobřeží Antarktidy.

## Biografie
Charcot se narodil 29. listopadu v Paříži jako syn producenta ozdobných povozů. Už jako dítě ho fascinovalo lékařství a zajímal se také o literaturu. V roce 1848 ukončil studium medicíny a začal pracovat na oddělení Rayera (privátního lékaře Napoleona III.) v Salpêtrière. Už v roce 1865 popsal amyotrofickou laterální sklerózu, chronickou míšní nemoc (pozvolný rozpad předních rohů a postranních provazců míšních), ale zabýval se i interními nemocemi, v roce 1876 popsal atrofickou cirhózu jaterní.

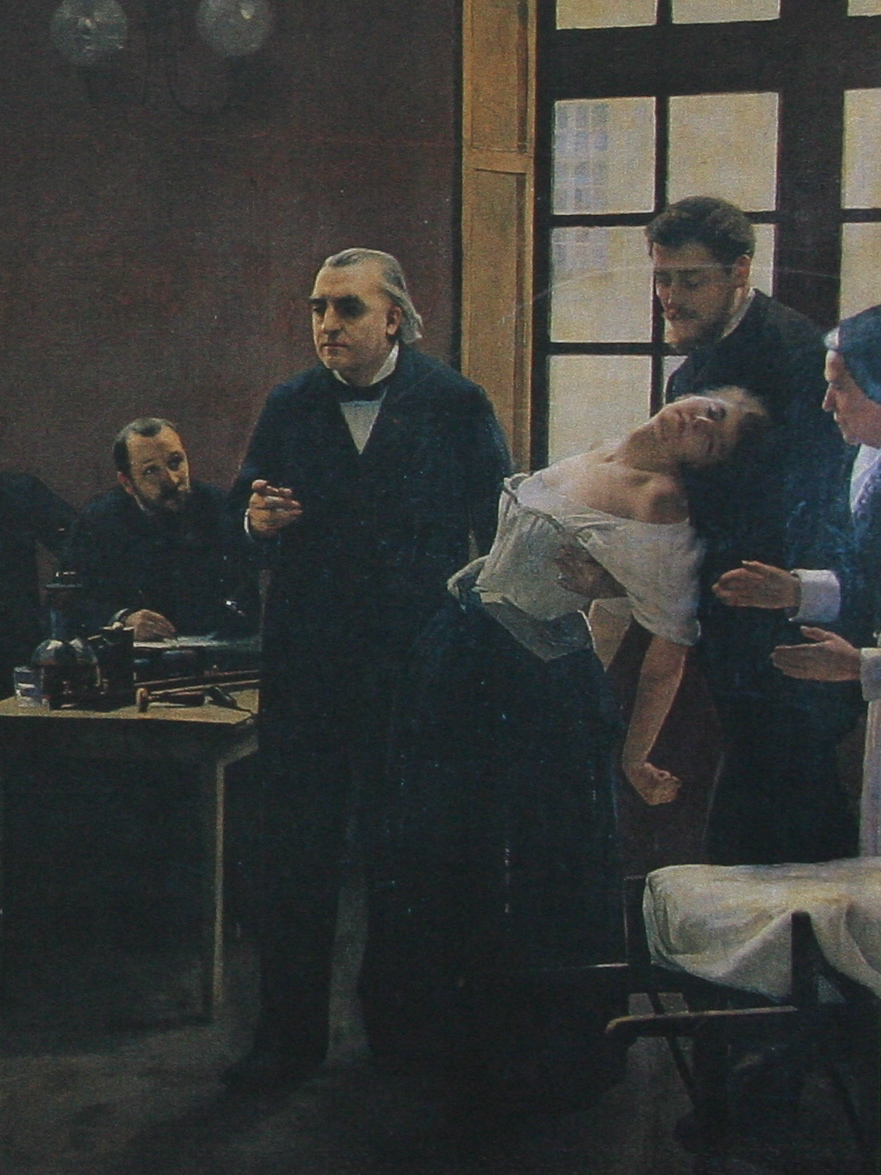
Charcot v auditoriu předvádí na Blanche Wittmanové záchvat hysterie. (Autor: André Brouillet, 1887)

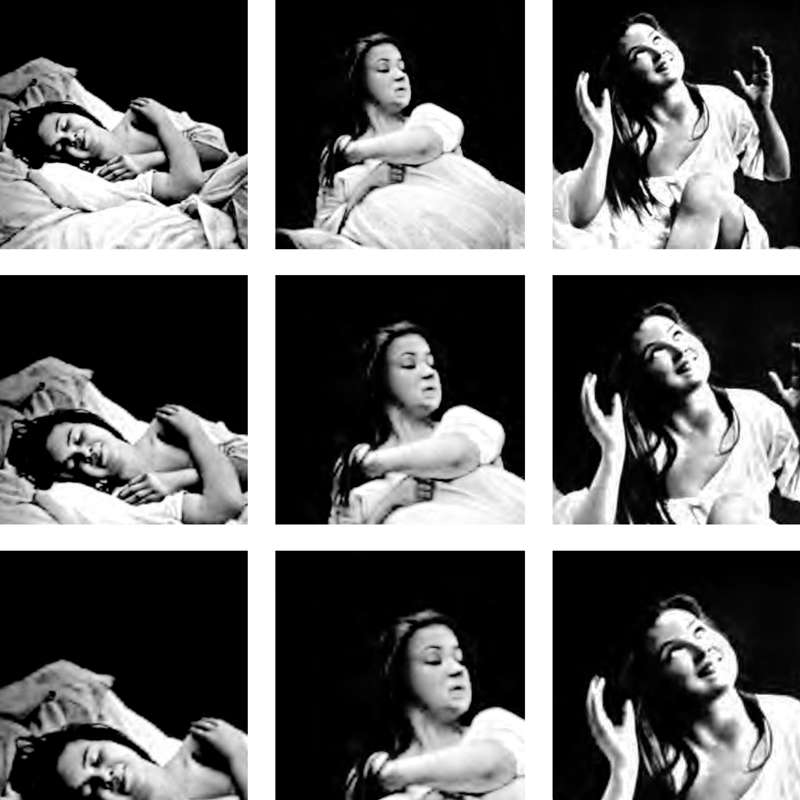
Chronofotografie hysterického záchvatu, 1887

V letech 1872–1888 přednášel o neurologii, přitom sestavil neurologický chorobopis. Byly to „Přednášky o nemocech nervové soustavy“, v nichž většina věcí byla zcela nových. V roce 1882 se mu splnil životní sen: v Salpêtrière byla otevřena Klinika nervových nemocí se vším všudy – i s fyzikální terapií (elektro, hydro, atd.). Bylo to první zařízení na léčbu nervových nemocí, které neslo označení klinika. Současně byla v roce 1869 královnou Viktorií otevřena Národní neurologická nemocnice v Londýně (National Hospital). Charcot popsal řadu neurologických onemocnění. Velkou pozornost věnoval hysterii. Byl to první lékař, který se orientoval v pestré změti neurologických onemocnění a položil tomuto oboru pevné základy. Jean-Martin Charcot zemřel na náhlou zástavu srdce 16. srpna roku 1893. V Čechách o Charcotovi vyšel článek už v roce jeho smrti z pera Ladislava Haškovce.
Charcot ve svém oboru používal chronofotografii jako pomůcku pro diagnostiku nemoci, například okolo roku 1884 v pařížské nemocnici Hôpital Salpêtrière.
V oborech medicíny, ve kterých působil, pocházejí od jeho příjmení následující názvy:
- Charcotova noha
- Charcotův stav
- Charcotova trias

Mezi jeho žáky patřily i takové osobnosti jako Sigmund Freud, Joseph Babinski, Pierre Janet, Albert Londe, Georges Gilles de la Tourette, nebo Alfréd Binet.

## Další chronofotografové
- Eadweard Muybridge (1830–1904) – průkopník chronofotografie
- Étienne-Jules Marey (1860–1904) – francouzský lékař, fyziolog a fotograf série Muž, který sesedá z kola (1890–1895) – vynálezce chronofotografické pušky.
- August (1862–1954) a Luis (1864–1948) Lumièrové vyvinuli roku 1895 kinematograf (z řečtiny pohyblivý zapisovač).
- Harold Eugene Edgerton (1903–1990) – významný americký inženýr, vynálezce stroboskopu a pionýr vysokorychlostní chronofotografie.
- Ottomar Anschütz (1846–1907) – německý vynálezce a chronofotograf.
- Ernst Kohlrausch (1850–1923) – sportovní výzkumník a pionýr filmu.
- Thomas Eakins (1844–1916) – americký malíř, fotograf a sochař.
- Anton Giulio Bragaglia (1890–1960) – pionýr italské futuristické fotografie.
- Albert Londe (1858–1917) – francouzský lékařský chronofotograf.